# طلابر
طلابر، روستایی از توابع بخش مرکزی شهرستان رودبار در استان گیلان ایران است. 

## امکانات محلی
| امکانات | دارد | ندارد | توضیحات                                                 |
| ------- | ---- | ----- | ------------------------------------------------------- |
| اینترنت | آری  |       | اپراتور همراه اول به‌صورت 4G و اپراتور ایرانسل به‌صورت 3G |
| آب      | آری  |       | از استخر محلی تأمین می‌شود                               |
| برق     | آری  |       | از اداره برق رودبار تأمین می‌شود                         |
| گاز     | آری  |       | از اداره گاز رودبار تأمین می‌شود                         |
| مسجد    | آری  |       | دو مسجد در نواحی بالا و نواحی پایین قرار گرفته          |

## جمعیت
این روستا در دهستان کلشتر قرار دارد و براساس سرشماری مرکز آمار ایران در سال ۱۳۸۵، جمعیت آن ۵۸ نفر (۱۸خانوار) بوده‌است.